# Cima delle Anime
La Cima delle Anime (3.470 m s.l.m. - Hinterer Seelenkogel in tedesco) è una montagna delle Alpi Retiche orientali (sottosezione Alpi Venoste). Si trova lungo il confine tra l'Italia e l'Austria.
È possibile salire sulla vetta partendo dalla località Plan (Pfelders) (1.620 m) di Moso in Passiria e passando dal Rifugio Plan (Zwickauer Hütte - 2.980 m).